# Yang Zhe
Yang Zhe (楊哲S, Yáng ZhéP; Chaoyang, 14 luglio 1991) è un sollevatore cinese.
Ha partecipato alle Olimpiadi di Rio de Janeiro 2016 concludendo al quarto posto nella categoria 105 kg.

## Palmarès
- Mondiali

Aşgabat 2018: argento nei 109 kg.
Pattaya 2019: bronzo nei 109 kg.
- Giochi asiatici

Canton 2010: oro nei 105 kg.
Incheon 2014: oro nei 105 kg.
- Campionati asiatici

Tongling 2011: oro nei 105 kg.
Ningbo 2019: oro nei 109 kg.